# Brandy (album)
A Brandy című album Brandy amerikai R&B-énekesnő első albuma. Az Atlantic Records gondozásában jelent meg, Észak-Amerikában 1994. szeptember 27-én, az Egyesült Királyságban december 5-én, Európában és Óceániában 1995. február 3-tól kezdve különböző időpontokban. Az album dalai számos kortárs stílust felölelnek, a hiphop soultól a popzenéig és az 1990-es évek közepére jellemző R&B-ig. Az album fő producere Keith Crouch – aki a négy kislemezé is –, de Norwood mellette több más zeneszerzővel és producerrel is dolgozott, köztük a Somethin' for the People R&B-együttessel, Arvel McClintonnal, Damon Thomasszal és a fiatal Robin Thicke-kel.
Az album nagyrészt pozitív kritikákat kapott a kritikusoktól, akik időtállónak tartották az album vonzerejét. Eladások szempontjából is sikeres lett: bár eleinte lassan fogyott, végül bekerült az első 20-ba az amerikai Billboard 200 slágerlistán, és négyszeres platinalemez lett az országban, miután több mint kétmillió példányban kelt el. Ausztráliában és Kanadában is hasonló sikert aratott, előbbiben platina-, utóbbiban aranylemez lett. Világszerte összesen hatmillió példányban kelt el.
Az albumról négy kislemez jelent meg, melyek mindegyike listavezető lett a Billboard Hot R&B Singles slágerlistán. Az első kislemez, az I Wanna Be Down a top 10-be került a  Billboard Hot 100 slágerlistán, és a top 20-ba Ausztráliában, illetve Új-Zélandon. A dalt a kritikusok az album egyik kiemelkedő dalának tartották. A második kislemez, a Baby is sikeres fogadtatásban részesült, és még magasabbra került a Hot 100-on. Az ezt követő két kislemez, a Best Friend és a Brokenhearted szintén a top 10-be került az USA-ban, és Brandy ezzel az 1990-es évek második felének egyik legsikeresebb R&B-énekesnőinek egyikévé vált. Az énekesnő az albumért 1996-ban két Grammy-jelölést kapott: a legjobb új előadónak és Baby című daláért a legjobb, női énekes által énekelt R&B-dalnak járó díjra jelölték.

## Számlista
| #   | Cím                    | Szerzők                                                      | Hossz |
| --- | ---------------------- | ------------------------------------------------------------ | ----- |
| 1.  | Movin’ On              | Keith Crouch                                                 | 4:27  |
| 2.  | Baby                   | Crouch, Kipper Jones, Rahsaan Patterson                      | 5:13  |
| 3.  | Best Friend            | Crouch, Glenn McKinney                                       | 4:48  |
| 4.  | I Wanna Be Down        | Crouch, Jones                                                | 4:51  |
| 5.  | I Dedicate (Part I)    | Rochad Holiday, Brandy Norwood, Curtis Wilson, Jeffrey Young | 1:29  |
| 6.  | Brokenhearted          | Crouch, Jones                                                | 5:52  |
| 7.  | I’m Yours              | Arvel McClinton III, Damon Thomas                            | 4:01  |
| 8.  | Sunny Day              | Holiday, Mark Lomax, Wilson, Young                           | 4:29  |
| 9.  | As Long As You’re Here | Holiday, Lomax, Wilson, Young                                | 4:45  |
| 11. | Always on My Mind      | Crouch                                                       | 4:06  |
| 12. | I Dedicate (Part II)   | Holiday, Norwood, Wilson, Young                              | 0:55  |
| 13. | Love Is on My Side     | Robin Thicke, Thomas                                         | 5:09  |
| 14. | Give Me You            | Holiday, Lomax, Kenny Young, J. Young                        | 4:25  |
| 15. | I Dedicate (Part III)  | Holiday, Norwood, Wilson, Young                              | 1:01  |

## Kislemezek
- I Wanna Be Down (1994. szeptember 6.)
- Baby (1994. december 24.)
- Best Friend (1995. június 27.)
- Brokenhearted (1995. augusztus 22.)

## Zenészek
- Derek Allen – basszusgitár
- Kenneth Crouch – zongora
- Derrick Edmondson – fuvola, szaxofon, duda
- Glenn McKinney – gitár
- Derek Organ – dobok
- Thomas Organ – gitár
- Cat Daddy Ro – billentyűk
- Damon Thomas – zongora, billentyűk

## Helyezések
| Slágerlista                    | Legfelső helyezés |
| ------------------------------ | ----------------- |
| USA Billboard 200              | 20                |
| USA Top R&B/Hip-Hop Albums     | 6                 |
| Ausztrál ARIA albumslágerlista | 26                |
| Német albumslágerlista         | 86                |